# Leonard Mudie
Pour les articles homonymes, voir Mudie.
Leonard Mudie est un acteur anglais, né le 11 avril 1882 à Manchester (quartier de Cheetham Hill, Angleterre), mort le 14 avril 1965 à Los Angeles (quartier d'Hollywood, Californie).

## Biographie
Leonard Mudie débute au théâtre dans son pays natal durant les années 1900, puis s'installe aux États-Unis. Ainsi, il joue régulièrement à Broadway (New York) entre 1914 et 1931, notamment dans La Dame aux camélias d'Alexandre Dumas fils (1917-1918, avec Ethel Barrymore et Conway Tearle) et Macbeth de William Shakespeare (1928-1929, avec William Farnum et Lyn Harding). Il revient une dernière fois à Broadway en 1948, dans Time for Elizabeth (en) de Norman Krasna et Groucho Marx (avec Katharine Alexander et Otto Kruger).
Au cinéma, il contribue exclusivement à des films américains, le premier étant A Message from Mars de Maxwell Karger (avec Bert Lytell), sorti en 1921. Après un second film muet de 1922, il participe comme second rôle de caractère (ou dans des petits rôles non crédités) à cent-trente films parlants sortis entre 1932 et 1965 (année de sa mort).
Mentionnons Cléopâtre de Cecil B. DeMille (1934, avec Claudette Colbert dans le rôle-titre, lui-même personnifiant Pothin), Marie Stuart de John Ford (1936, avec Katharine Hepburn dans le rôle-titre), Correspondant 17 d'Alfred Hitchcock (1940, avec Joel McCrea et Laraine Day), Les Feux de la rampe de Charlie Chaplin (1952, avec le réalisateur et Claire Bloom) et Simon le pêcheur de Frank Borzage (1959, avec Howard Keel dans le rôle-titre).
Pour la télévision, Leonard Mudie collabore à dix-huit séries américaines de 1950 à 1965, dont Les Aventures de Superman (quatre épisodes, 1953-1956), Les Incorruptibles (un épisode, 1959) et Star Trek (sa dernière série, épisode pilote The Cage, 1965).

## Théâtre à Broadway (intégrale)
- 1914 : Consequences de H. F. Rubinstein
- 1916 : Les Joyeuses Commères de Windsor (The Merry Wives of Windsor) de William Shakespeare
- 1916 : The Guilty Man de Charles Klein et Ruth Helen Davis
- 1917 : Magic de G. K. Chesterton
- 1917 : The Little Man de John Galsworthy
- 1917 : Out There de J. Hartley Manners
- 1917 : The Wooing of Eve de J. Hartley Manners
- 1917-1918 : La Dame aux camélias (The Lady of the Camelias) d'Alexandre Dumas fils : Gaston Rieux
- 1918 : Le Marchand de Venise (The Merchant of Venice) de William Shakespeare : Bassanio
- 1918 : A Pair of Petticoats de Cyril Harcourt
- 1919 : Abraham Lincoln de John Drinkwater : un chroniqueur
- 1921 : Mr. Pim Passes By d'Alan Alexander Milne : Brian Strange
- 1922 : East of Suez de William Somerset Maugham[1] : Henry Anderson
- 1923-1924 : The Lullaby d'Edward Knoblauch : un marin / Claudet
- 1924 : L'Homme en habit (The Man in Evening Clothes) d'André Picard et Yves Mirande, adaptation de Ruth Chatterton : Guilde
- 1926 : Après l'amour (Embers) d'Henri Duvernois et Pierre Wolff[2], adaptation d'A. E. Thomas : Édouard
- 1928 : Red Dust de Wilson Collison[3] : Jacques Guidon
- 1928 : 12,000 de Bruno Frank, adaptation de William A. Drake : le frère aîné
- 1928-1929 : Macbeth de William Shakespeare : Lennox / la première sorcière
- 1929 : Soldiers and Women de Paul Hervey Fox (en) et George Tilton : le capitaine Luke Arnold
- 1929 : A Ledge de Paul Osborn : Richard Legrange
- 1929-1930 : The Novice and the Duke d'Olga Katzin, d'après Mesure pour mesure (Measure for Measure) de William Shakespeare : Claudio
- 1931 : Lean Harvest de Ronald Jeans, mise en scène de Leslie Banks : Steven
- 1948 : Time for Elizabeth de Groucho Marx et Norman Krasna, mise en scène de ce dernier : M. McPherson

## Filmographie partielle

### Cinéma
- 1921 : A Message from Mars de Maxwell Karger : Fred Jones
- 1932 : La Momie (The Mummy) de Karl Freund : le professeur Pearson
- 1933 : Voltaire de John G. Adolfi : Morteau
- 1934 : Le Voile des illusions (The Painted Veil) de Richard Boleslawski : Barrett
- 1934 : Cléopâtre (Cleopatra) de Cecil B. DeMille : Pothin
- 1934 : Mandalay de Michael Curtiz : un lieutenant de police
- 1935 : Le Danseur du dessus (Top Hat) de Mark Sandrich : un vendeur de fleurs
- 1935 : Capitaine Blood (Captain Blood) de Michael Curtiz : le baron Jeffreys
- 1935 : Cardinal Richelieu de Rowland V. Lee : Olivares
- 1935 : Becky Sharp de Rouben Mamoulian : Tarquin
- 1935 : Le Conquérant des Indes (Clive of India) de Richard Boleslawski : le général Burgoyne
- 1935 : Le Secret magnifique (Magnificent Obsession) de John M. Stahl : Dr Bardendreght
- 1935 : Code secret (Rendezvous) de William K. Howard
- 1936 : La Fièvre des tropiques (His Brother's Wife) de W. S. Van Dyke : Pete
- 1936 : Anthony Adverse de Mervyn LeRoy : De Bourrienne
- 1936 : Marie Stuart (Mary of Scotland) de John Ford : Maitland
- 1936 : Le Pacte (Lloyd's of London) de Henry King : un serveur
- 1937 : Madame X de Sam Wood : le procureur Valmorin
- 1937 : La ville gronde (They Won't Forget) de Mervyn LeRoy : le juge Moore
- 1937 : Les Horizons perdus (Lost Horizon) de Frank Capra : le secrétaire des Affaires étrangères
- 1937 : Amour d'espionne (Lancer Spy) de Gregory Ratoff
- 1937 : London by Night de Wilhelm Thiele
- 1938 : Suez d'Allan Dwan : le directeur de campagne
- 1938 : Les Aventures de Robin des Bois (The Adventures of Robin Hood) de Michael Curtiz : un messager royal
- 1938 : Le Proscrit (Kidnapped) d'Alfred L. Werker : Red Fox
- 1938 : La Coqueluche de Paris (The Rage of Paris) d'Henry Koster : l'oncle Éric
- 1938 : When Were You Born de William C. McGann : Frederick Gow
- 1939 : Les Fils de la Liberté (Sons of Liberty) de Michael Curtiz : l'officier britannique accusateur
- 1939 : Victoire sur la nuit (Dark Victory) d'Edmund Goulding : Dr Driscoll
- 1939 : Les Maîtres de la mer (Rulers of the Sea) de Frank Lloyd : M. Barton
- 1939 : L'Île du Diable (Devil's Island) de William Clemens
- 1939 : Sherlock Holmes (The Adventures of Sherlock Holmes) d'Alfred L. Werker : Barrows
- 1940 : Une dépêche Reuter (A Dispatch from Reuter's) de William Dieterle : un parlementaire
- 1940 : Correspondant 17 (Foreign Correspondent) d'Alfred Hitchcock : McKenna
- 1940 : British Intelligence Service de Terry O. Morse : James Yeats
- 1940 : Le Gangster de Chicago (The Earl of Chicago) de Richard Thorpe et Victor Saville : M. Allington
- 1940 : La Valse dans l'ombre (Waterloo Bridge) de Mervin LeRoy : Thomas Parker
- 1940 : La Lettre (The Letter) de William Wyler : Fred
- 1941 : Shining Victory d'Irving Rapper : M. Foster
- 1941 : La Proie du mort (Rage in Heaven) de W. S. Van Dyke, Robert B. Sinclair et Richard Thorpe : le prêtre
- 1941 : La Folle Alouette (Skylark) de Mark Sandrich : un employé de la bijouterie
- 1945 : Le Calvaire de Julia Ross (My Name Is Julia Ross) de Joseph H. Lewis : Peters
- 1946 : Le Médaillon (The Locket) de John Brahm : Hickson
- 1947 : Bel-Ami (The Private Affairs of Bel Ami) d'Albert Lewin : Potin
- 1949 : Le Défi de Lassie (Challenge to Lassie) de Richard Thorpe : le policier avec un filet
- 1951 : Le Choc des mondes (When Worlds Collide) de Rudolph Maté : le représentant britannique aux Nations unies
- 1952 : Les Feux de la rampe (Limelight) de Charlie Chaplin : le médecin de Calvero
- 1954 : Le Chevalier du roi (The Black Shield of Falworth) de Rudolph Maté : Frère Edward
- 1955 : En quatrième vitesse (Kiss Me Deadly) de Robert Aldrich : un employé du club d'athlétisme
- 1955 : L'Étranger au paradis (Kismet) de Vincente Minnelli et Stanley Donen : un physicien
- 1956 : Feuilles d'automne (Autumn Leaves) de Robert Aldrich : le colonel Hillyer
- 1957 : L'Histoire de l'humanité (The Story of Mankind) d'Irwin Allen : le chef de l'Inquisition
- 1959 : Tombouctou (Timbuktu) de Jacques Tourneur : Mohomet Adani
- 1959 : Simon le pêcheur (The Big Fisherman) de Frank Borzage : Ilderan
- 1965 : Comment tuer votre femme (How to Murder Your Wife) de Richard Quine : le secrétaire du club

### Télévision
(séries)
- 1953-1956 : Les Aventures de Superman (The Adventures of Superman)
  - Saison 1, épisode 18 Drums of Death (1953) de Lee Sholem et Thomas Carr : Leland Masters
  - Saison 2, épisode 8 A Ghost for Scotland Yard (1953) de George Blair : le magicien Brockhurst
  - Saison 3, épisode 9 The Magic Necklace (1955) de George Blair : le professeur Jody
  - Saison 4, épisode 13 The Jolly Roger (1956) de Philip Ford : le capitaine Blood
- 1959 : Alfred Hitchcock présente (Alfred Hitchcock Presents)
  - Saison 4, épisode 24 Trafic de bijoux (The Avon Emeralds) de Bretaigne Windust : Assayer
- 1959 : Les Incorruptibles (The Untouchables)
  - Saison 1, épisode 10 Le Scandaleux Verdict (The Dutch Schultz Story) de Jerry Hopper : un juge
- 1965 : Star Trek
  - Saison 1, épisode pilote The Cage de Robert Butler : le deuxième survivant